# Alt-Wartburg
Die Alt-Wartburg ist die Ruine einer Gipfelburg in der Gemeinde Oftringen im Schweizer Kanton Aargau.

## Lage
Die Ruine befindet sich auf 632 m ü. M. auf dem Säli, einem Nebengipfel der Engelberg-Kette, welche das Aaretal und das Wiggertal überragt. Nur knapp 150 Meter weiter nördlich befindet sich die Neu-Wartburg (auch Sälischlössli genannt), allerdings auf dem Gebiet der Gemeinde Starrkirch-Wil.

## Geschichte

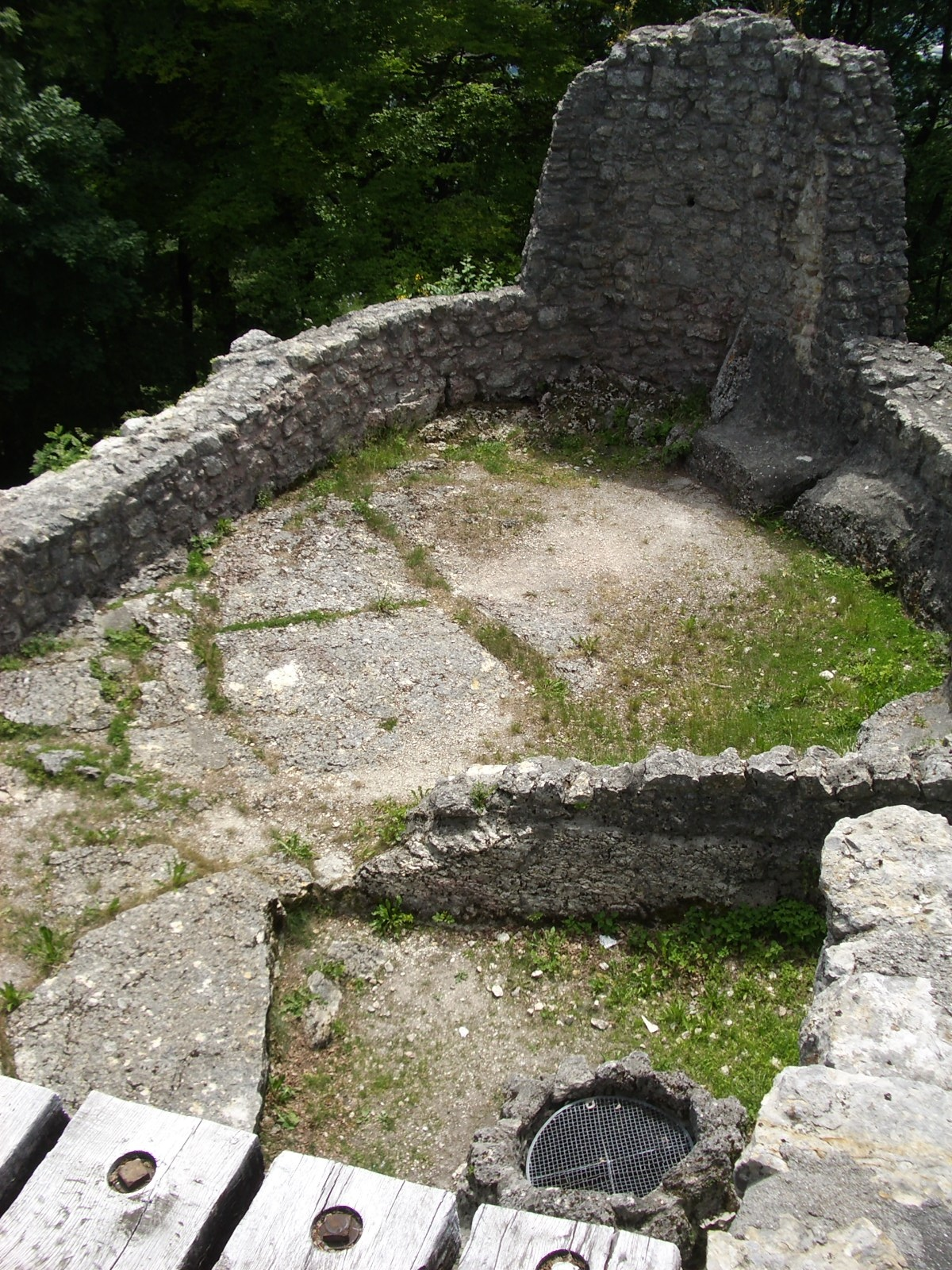
Burghof mit Ringmauer und Filtrierzisterne

Kurz vor dem Jahr 1200 liessen die Herren von Ifenthal die Burg errichten. Ältere Forschungen gingen noch von den Grafen von Frohburg aus. Ab 1201 wird ein Werner von Ifenthal in Urkunden fassbar; mit dem Bau der Alt-Wartburg und später der Neu-Wartburg versuchten sich die Ifenthaler wahrscheinlich aus dem Vasallenverhältnis zu den Frohburgern zu lösen. Während des 13. Jahrhunderts erfolgte ein bedeutender Ausbau, 1325 war die bauliche Entwicklung abgeschlossen.
Mitte des 14. Jahrhunderts gelange die Alt-Wartburg in den Besitz der verwandten Herren von Büttikon. Diese verkauften den Besitz 1379 an die Hallwyler. Als die Eidgenossen im Jahr 1415 den Aargau eroberten, brannten Berner Truppen die beiden Wartburgen nieder. Während die Hallwyler die Neu-Wartburg später wieder aufbauten, liessen sie die Alt-Wartburg zu einer Ruine zerfallen. 
1966/67 wurden die Mauerreste ausgegraben und restauriert. Dabei wurden in der Brandschicht zerschlagene Reste von Kachelöfen sowie Tonplatten eines hinuntergestürzten Bodens entdeckt.